# Mizil
Mizil é uma cidade da Romênia com 17.075 habitantes, localizada no judeţ (distrito) de Prahova.